# توم كرامر
توم كرامر (بالإنجليزية: Tom Kramer)‏ هو لاعب كرة قاعدة أمريكي، ولد في 9 يناير 1968 في سينسيناتي في الولايات المتحدة.